# Dorstiana aethiopica
Dorstiana aethiopica är en fjärilsart som beskrevs av François Louis Nompar de Caumont de Laporte 1974. Dorstiana aethiopica ingår i släktet Dorstiana och familjen nattflyn. Inga underarter finns listade i Catalogue of Life.